# Válka o zdroje
Válka o zdroje je druh války způsobený konfliktem o přírodní surovinové zdroje. Tyto konfliktní suroviny se také označují jako kritické nebo konfliktní minerály. Války o zdroje se typicky účastní stát nebo skupina, která ovládá zdroj, a agresor, který si přeje převzít kontrolu nad uvedeným zdrojem. Tato mocenská dynamika mezi národy byla významným základním faktorem konfliktů od konce 19. století. Po vzestupu industrializace se zvyšuje množství surovin, které průmyslově vyspělý stát používá k udržení svých aktivit.
Jedním z výrazných příkladů je probíhající konflikt v Kivu v republice Kongo.

## Zákony o konfliktních minerálech
Americký Zákon o konfliktních minerálech uvádí čtyři konfliktní minerály
- kolumbit-tantalit (coltan)
- kasiterit (cínová ruda)
- wolframit a
- zlato.

Zkratka "3TG" odkazuje na prvky zájmu, které obsahují (tantal, cín, wolfram, zlato, anglicky tantalum, tin, tungsten, gold).
Evropský parlament a Rada EU přijaly v roce 2017 nařízení, kterým se stanoví povinnosti pro dovozce cínu, tantalu a wolframu, jejich rud a zlata z oblastí postižených konfliktem a rizikových oblastí.
Vzorem byly doporučující pokyny, které vydala Organizace pro hospodářskou spolupráci a rozvoj (OECD).